# شچرباکوو
شچرباکوو (انگلیسی: Shcherbakovo) یک شهرک در بخش آلکسیفسکی استان بلگورود کشور روسیه است.